# Коцюбинське
Коцюби́нське (до 1941 року — Берковець) — селище в Бучанському районі Київській області. Адміністративний анклав на території Святошинського району міста Києва, ексклав Бучанського району. Населення — 16,9 тисячі жителів. Засноване в 1900 році.

## Історія
Коцюбинське як населений пункт виникло в 1900 році. Тоді воно називалося хутір Берковець. На хуторі був один двір, де проживало дві родини лісових сторожів. Вони мали дві десятини (1,1 га) землі. Хутір належав Києво-Подільському управлінню державного майна. Одна з легенд про походження назви хутора розповідає, що назва «Берковець» походить від слова «бірка» — дерев'яна посудина, в якій зберігали мед диких бджіл. Інший переказ вказує на те, що стара назва поселення походить від прізвища першого поселенця.
У 1897 році розпочалося будівництво залізниці Київ — Ковель, яке завершилося в 1903 році. Одночасно навколо неї почалося будівництво селищ, сіл та полустанків. У 1903 році поблизу хутора Берковець був побудований залізничний полустанок, згодом перебудований на станцію Біличі. За 5 км від станції було розташоване село Біличі, яке виникло ще в XII столітті. Тому назва нової станції походить від назви цього села. Тепер воно знаходиться в межах Святошинського району Києва.
Тут же, поблизу станції, була побудована шпалорізка, на якій виготовляли і покривали креозотом шпали для залізниці, використовуючи місцевий матеріал. Тепер на тому місці розташована меблева фабрика. Першими жителями хутора були німці — Гібнер, Вернер, Віцке, Рац, Шульц.
Вони оселилися в районі сучасного Гуманітарного ліцею. Згодом в районі нинішніх вулиць Сонячної, 8 Березня, Соборної, оселились сім'ї українців — Золотаренко, Рог, Маслюк, Ігнатенко, Фузик, Дратований, Утка, Боримський.
У жовтні 1923 року село Берковець Гостомельського району Київської округи Київської губернії було включено в межі міста Києва та підпорядковано Київській міській раді.
У вересні 1930 року на після зміни адміністративно-територіального устрою України та ліквідації округів с. Берковець у складі Білицької сільської ради було включене до Київської приміської смуги у підпорядкуванні Київській міській раді.
У квітні 1937 року Білицька селищна рада була включена до новоствореного Київського (Святошинського) району.
11 лютого 1941 року населений пункт Берковець був виключений зі складу Білицької сільської ради, отримав статус селище міського типу та нову назву — селище імені Коцюбинського. Водночас до складу нового селища була включена територія залізничної станції Біличі.
У грудні 1962 року смт ім. Коцюбинського було підпорядковано Ірпінській міській раді і разом із нею виключено зі складу Києво-Святошинського району Київської області та підпорядковано безпосередньо Київській обласній раді.
У січні 1965 року смт ім. Коцюбинського Ірпінської міськради перейменовано в селище Коцюбинське. Тоді ж селище було залишено в складі міст обласного підпорядкування міста Ірпінь разом з смт Біличі, Буча, Ворзель та Коцюбинське.
3 березня 2018 року в Коцюбинському відбулися громадські слухання, на яких більшість присутніх проголосували за приєднання селища до Києва. Результати було направлено селищною головою Ольгою Матюшиною до Київради та Верховної Ради України. 2018 року Київрада проголосувала за приєднання селища до столиці.
17 липня 2020 року Верховна Рада приєднала селище Коцюбинське до Бучанського району Київської області, проголосувавши за проєкт постанови №3650, тим самим відмовилася приєднувати, Коцюбинське до Києва.
Наразі мешканці Коцюбинського не мають змоги отримувати медичні послуги на такому самому рівні, як у Києві. Наприклад, у селищі є лише амбулаторія, а стаціонарну лікарню закрили у 2019 році.

Відсутній комунальний транспорт, доїхати до столиці можна маршрутками до станції метро «‎Академмістечко» за міжміським тарифом. Попри це, більшість міських податків надходить до скарбниці Києва.

## Населення
У 2001 році національний склад у селищі був таким: українців — 70%, росіян — 26%.
| Рік  | Чисельність | Чисельність |
| ---- | ----------- | ----------- |
| 1959 | 5709        |             |
| 1970 | 7388        |             |
| 1979 | 7632        |             |
| 1989 | 9712        |             |
| 1992 | 10 200      |             |
| 1998 | 10 400      |             |
| 2001 | 13 982      |             |

| Рік  | Чисельність | Чисельність |
| ---- | ----------- | ----------- |
| 2003 | 13 938      | [ 19 ]      |
| 2004 | 13 891      |             |
| 2005 | 13 937      |             |
| 2006 | 14 076      |             |
| 2007 | 14 528      | [ 19 ]      |
| 2008 | 14 716      |             |
| 2009 | 14 843      | [ 19 ]      |

| Рік  | Чисельність | Чисельність |
| ---- | ----------- | ----------- |
| 2010 | 14 949      |             |
| 2011 | 15 038      | [ 19 ]      |
| 2012 | 15 196      |             |
| 2013 | 15 263      | [ 19 ]      |
| 2014 | 15 368      | [ 19 ]      |
| 2015 | 15 488      |             |
| 2016 | 15 539      | [ 20 ]      |

| Рік  | Чисельність | Чисельність   |
| ---- | ----------- | ------------- |
| 2017 | 15 510      |               |
| 2018 | 15 851      | [ 21 ]        |
| 2019 | 16 337      | [ 22 ]        |
| 2020 | 16 862      |               |
| 2021 | 17 249      | [ 23 ]        |
| 2022 | 17 623      | [ 19 ] [ 24 ] |

| Рік  | Чисельність | Чисельність |
| ---- | ----------- | ----------- |
| 1959 | 5709        |             |
| 1970 | 7388        |             |
| 1979 | 7632        |             |
| 1989 | 9712        |             |
| 1992 | 10 200      |             |
| 1998 | 10 400      |             |
| 2001 | 13 982      |             |

| Рік  | Чисельність | Чисельність |
| ---- | ----------- | ----------- |
| 2003 | 13 938      | [ 19 ]      |
| 2004 | 13 891      |             |
| 2005 | 13 937      |             |
| 2006 | 14 076      |             |
| 2007 | 14 528      | [ 19 ]      |
| 2008 | 14 716      |             |
| 2009 | 14 843      | [ 19 ]      |

| Рік  | Чисельність | Чисельність |
| ---- | ----------- | ----------- |
| 2010 | 14 949      |             |
| 2011 | 15 038      | [ 19 ]      |
| 2012 | 15 196      |             |
| 2013 | 15 263      | [ 19 ]      |
| 2014 | 15 368      | [ 19 ]      |
| 2015 | 15 488      |             |
| 2016 | 15 539      | [ 20 ]      |

| Рік  | Чисельність | Чисельність   |
| ---- | ----------- | ------------- |
| 2017 | 15 510      |               |
| 2018 | 15 851      | [ 21 ]        |
| 2019 | 16 337      | [ 22 ]        |
| 2020 | 16 862      |               |
| 2021 | 17 249      | [ 23 ]        |
| 2022 | 17 623      | [ 19 ] [ 24 ] |

### Чисельність
| 1959 | 1970 | 1979 | 1989 | 2001   | 2018   |
| ---- | ---- | ---- | ---- | ------ | ------ |
| 5709 | 7388 | 7632 | 9712 | 13 982 | 15 851 |

### Мова
| рік  | українська мова | російська |
| ---- | --------------- | --------- |
| 2001 | 93,66%          | 5,96%     |

## Медіа
Нині в Коцюбинському виходить одне друковане видання: офіційний «Коцюбинський вісник», який через брак фінансування видають виключно під вибори, або коли є потреба підтримати раду інформаційно, та є телеграм/інстаграм пабліки «Коцюбинське Live», «KTSB-LIVE».
У 2014—2016 роках виходила газета «Відверто про Коцюбинське», видання виникло під вибори та координувалося лідером партії «Нові обличчя» Володимиром Карплюком.
у 2010 році коцюбинчани заснували «Сайт громади селища», який у 2013 році став «Сайтом громади Приірпіння», де має змогу друкувати свої матеріали кожен член територіальної громади.
у 2020 році запрацювали сторінки у соцмережах Instagram та Telegram («Коцюбинське Live», «KTSB-LIVE») де публікуються свіжі новини, інформація від жителів громади, проводиться комунікація між Коцюбинчанами та подається інформація від органів місцевого самоврядування

## Спорт
У Коцюбинському народився і проживає чемпіон світу з фрі-файту та віце-чемпіон світу з джиу-джитсу Сергій Даніш (зараз міський голова Коцюбинського).
Селище відоме своїм найтитулованішим жіночим футзальним клубом України — «Біличанка», який у 2013 році відзначив 20-річчя свого існування.
Також у селищі існує спортивний клуб дзюдо «Лідер», спортсмени якого є переможцями обласних, регіональних, міжнародних, всеукраїнських чемпіонатів та чемпіонатів України.

## Релігія
Церква Преображення Господнього ПЦУ
Церква Успіння Пресвятої Богородиці ПЦУ
Церква «Любов Божа» (євангелісти)

## Біличанський ліс
У грудні 2008 року голова Коцюбинської селищної ради Вадим Садовський незаконно надав близько 100 гектарів лісу, який належить до «Святошинського лісопаркового господарства» у місті Києві, під забудову. Незаконно отримали у приватну власність ділянки в лісі депутати селищної ради, у тому числі члени спортивний клуб «Пересвіт», президентом якого є Андрій Старовойт, один з лідерів Політичної партії «Політичне об'єднання „Пряма дія“». Сотні ділянок роздали на підставних осіб.
15 травня 2010 року депутат селищної ради, голова Політичної партії «Політичне об'єднання „Пряма дія“» Володимир Жарков та активісти Соціальної ініціативи «Рідне Коцюбинське» ініціювали збори для проведення референдуму, щоб надати селищу статус міста обласного підпорядкування.. При цьому голова Соціальної ініціативи «Рідне Коцюбинське» Володимир Жарков закликав боротися за неприєднання до Києва і, як голова зборів, відмовив активістам та захисникам лісу, не поставивши в порядок денний питання щодо скасування рішень селищної ради стосовно неправомірної роздачі столичного лісу в приватну власність лісу. Головною причиною ініціативи керівника кампанії «Рідне Коцюбинське» Володимира Жаркова активісти громади селища вважають захист незаконних забудов однопартійців «Пряма дія» в лісі біля Коцюбинського (надання селищу статусу міста дозволило б і надалі передавати ділянки лісу під забудови).
3 серпня 2010 року депутат селищної ради, голова Соціальної ініціативи «Рідне Коцюбинське» Володимир Жарков під час своєї передвиборчої кампанії на прес-конференції в УНІАН заявив про те, що він ініціює створення на території лісу селища Коцюбинське Національного заповідника і повідомив, що селищний голова Коцюбинського Вадим Садовський готує ще одну земельну аферу, метою якої є знищення прадавнього лісу селища.
Активісти Коцюбинського вважають такі дії депутата селищної ради Володимира Жаркова, однопартійці якого отримали у власність ліс та першими розпочали вирубку лісу, передвиборчим цинічним кроком. На той час вже другий місяць активісти збирали підписи для створення Національного природного парку «Біличанський ліс». У 2012 році активісти назбирали близько 15 тисяч підписів під зверненням до Президента України. Громада вимагала невідкладно підписати указ і надати Біличанському лісу статус нацпарку, який унеможливить дерибан місцевими радами.
У жовтні 2010 року на виборах з-поміж активістів, які балотувались в Коцюбинську селищну раду перемогла журналістка Ірина Федорів, яка продовжила активну боротьбу за присвоєння лісу статусу національного парку.
22 жовтня 2012 року стало відомо, що 9 жовтня того року Вищий адміністративний суд України скасував постанову Київського апеляційного адміністративного суду, який визнав, що ліс — це територія міста Києва..
Журналістські розслідування довели, що за незаконним розподілом лісу стоять депутат Ірпінської ради Валерій Пєший, який пройшов за квотою БЮТ, та свого часу очолював відділення Держкомзему в Ірпені, та депутат Київської облради Вадим Башун.
1 травня 2014 року в. о. Президента України підписав указ, згідно з яким Біличанському лісу надали природоохоронний статус національного парку, приєднавши його до НПП «Голосіївський». Згідно з цим указом цей ліс — територія міста Києва, яку обслуговує Святошинське ЛПГ.

## Люди
- Максим Володимирович Ридзанич (1977—2015) — доброволець, учасник Російсько-української війни на сході України. Загинув 20 березня 2015 року в районі аеропорту Донецька, під час бойового зіткнення, потрапивши в засідку російських диверсантів і прикриваючи своїх побратимів. Народився й похований у Коцюбинському.

## Місто-побратим
Ірпінь, Україна
Волюве-Сен-П'єр, Бельгія

## Галерея

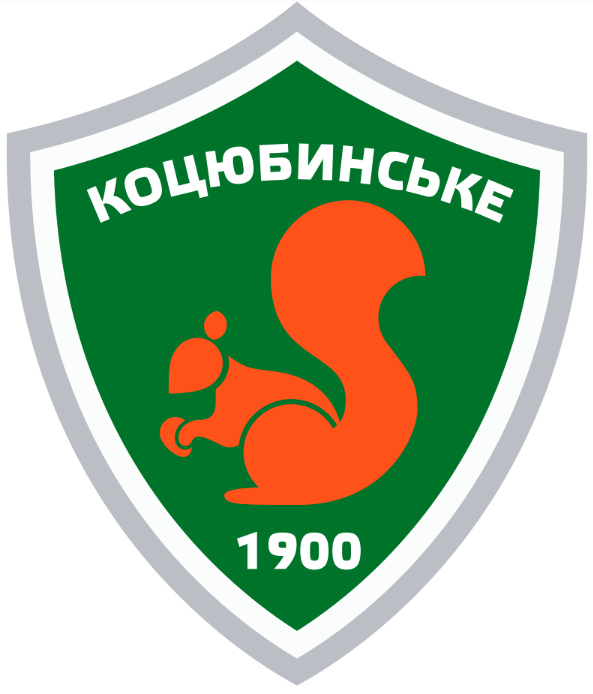
Попередній варіант герба
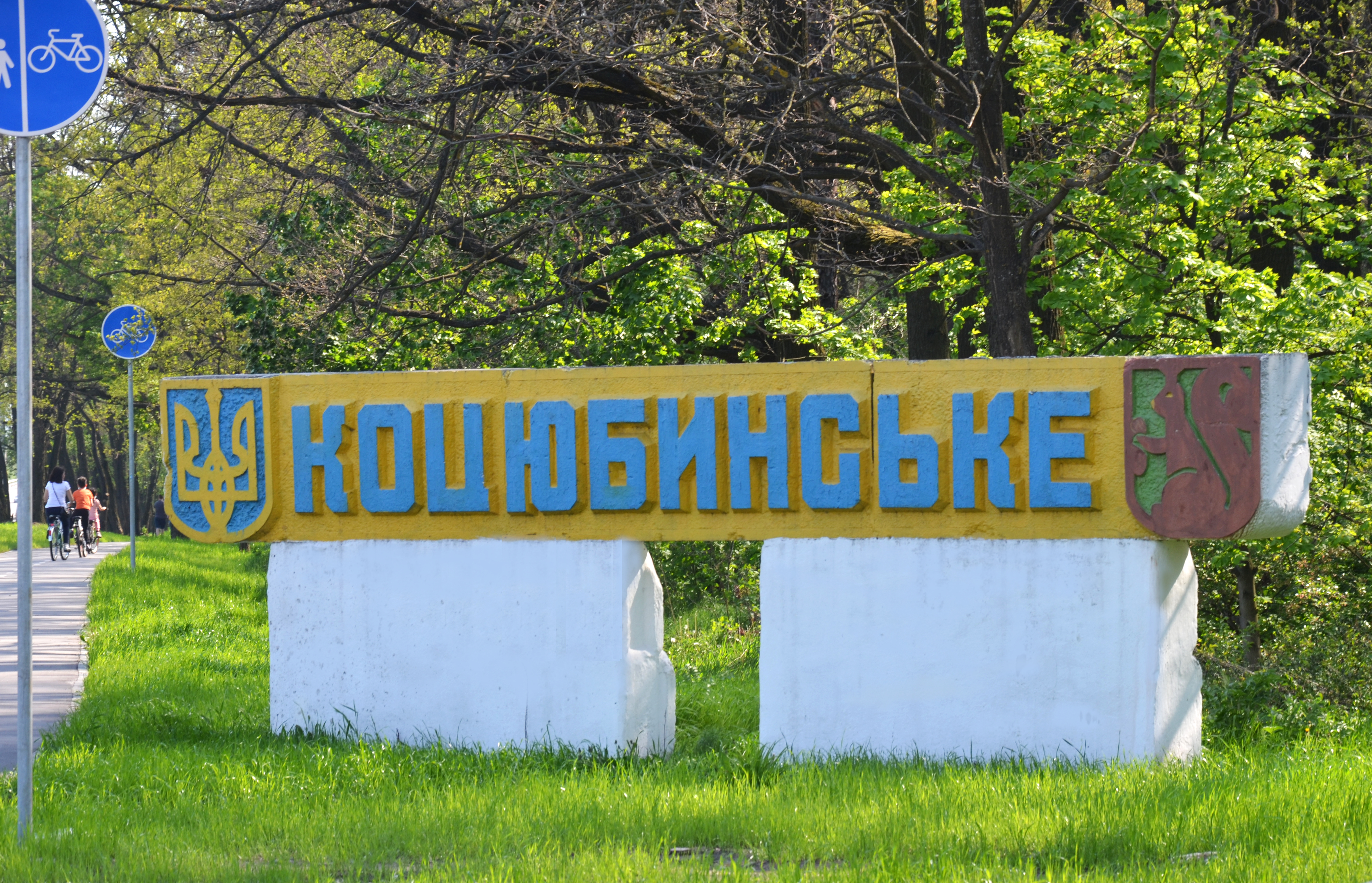
Коцюбинське
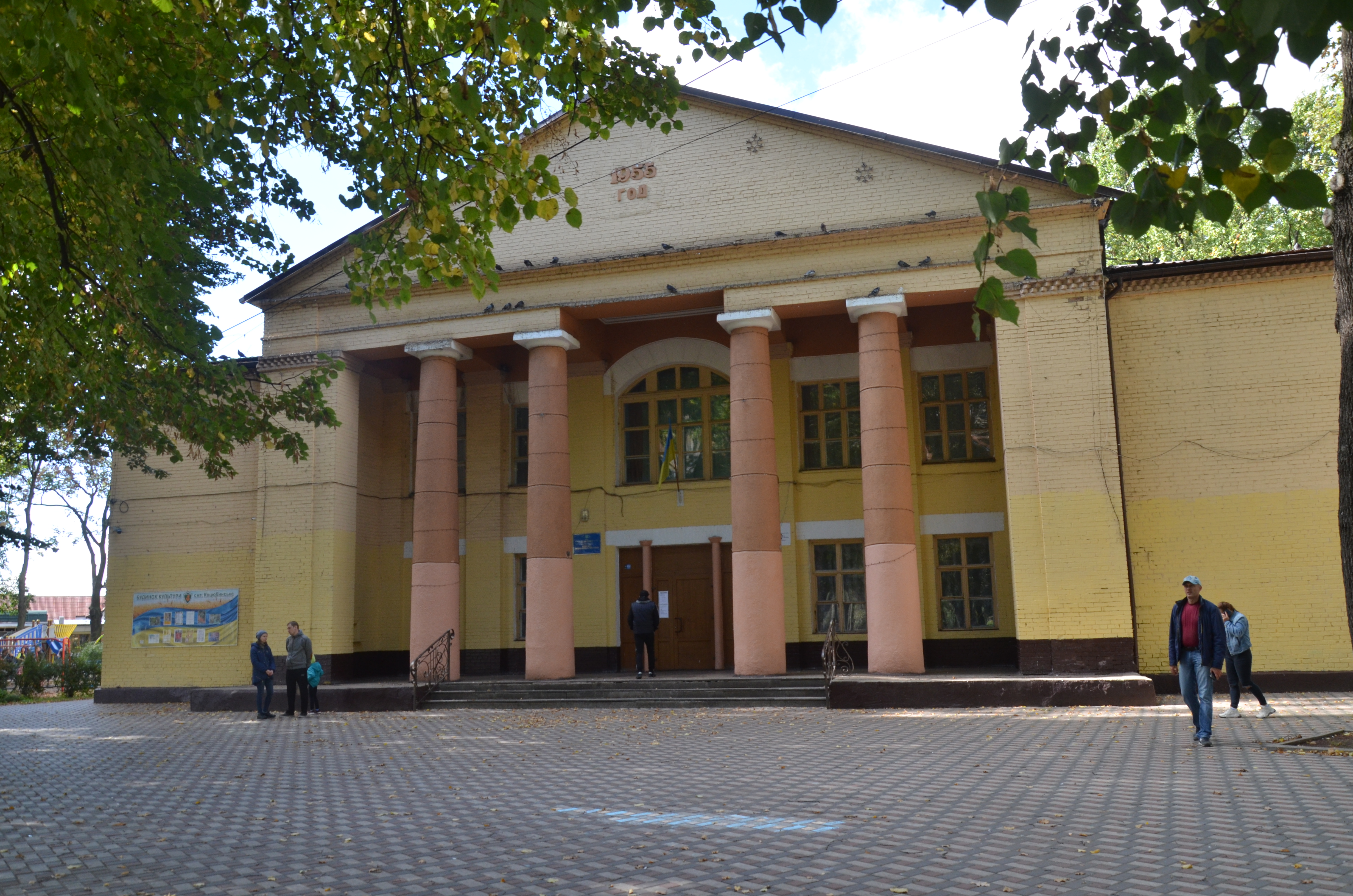
Будинок культури (Коцюбинське)
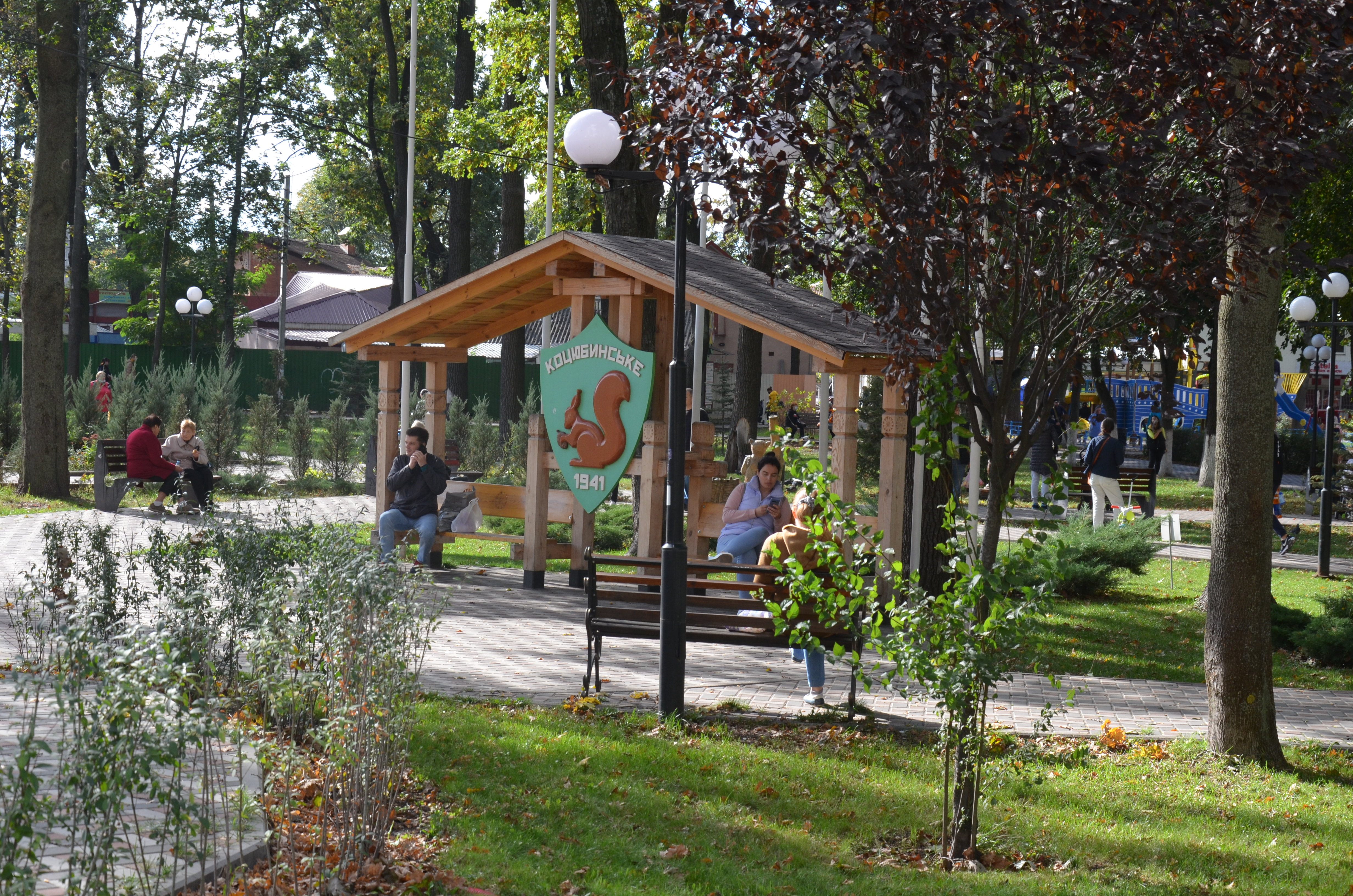
Центральний парк (Коцюбинське)
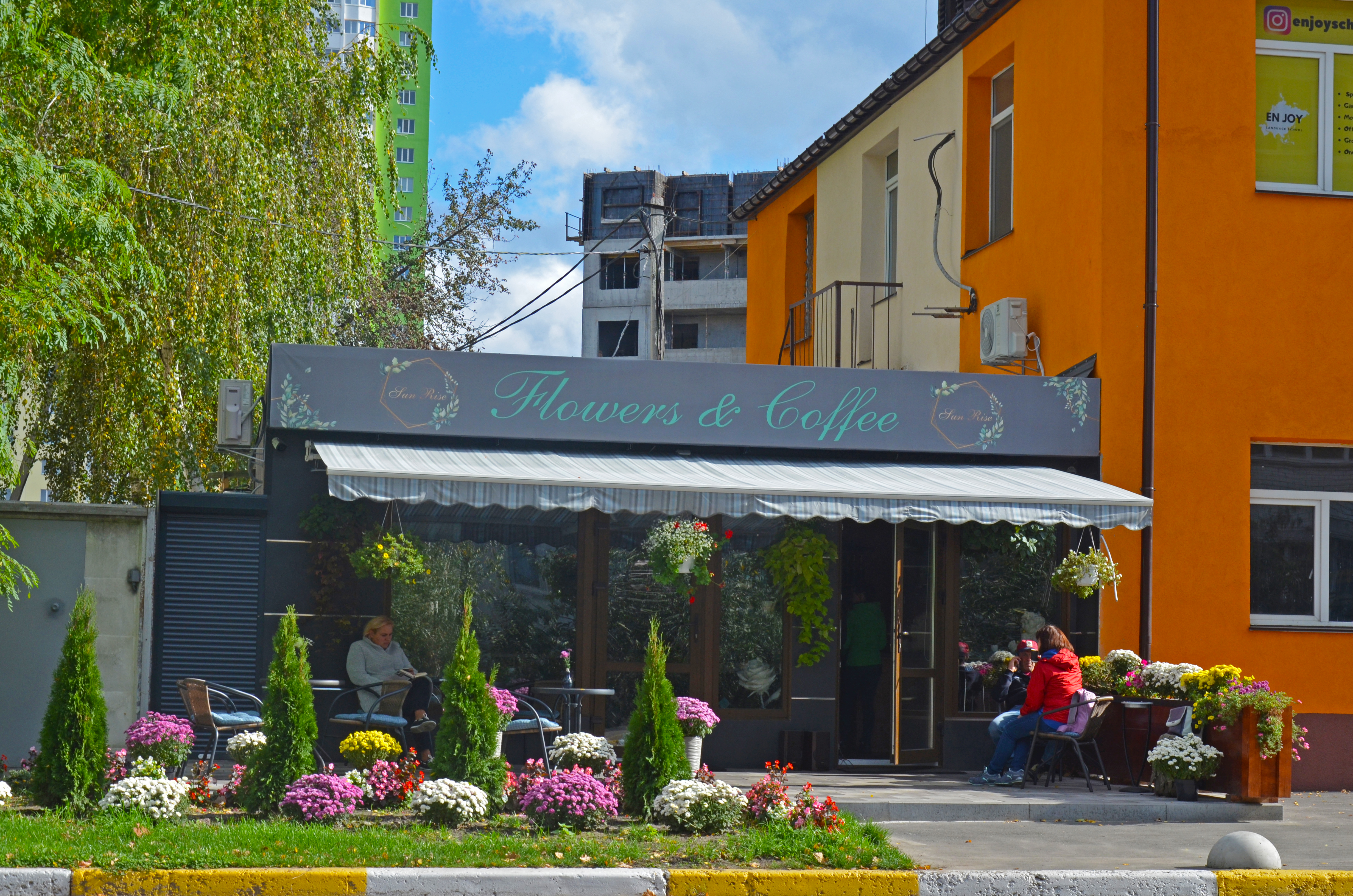
Квітковий магазинчик (Коцюбинське)
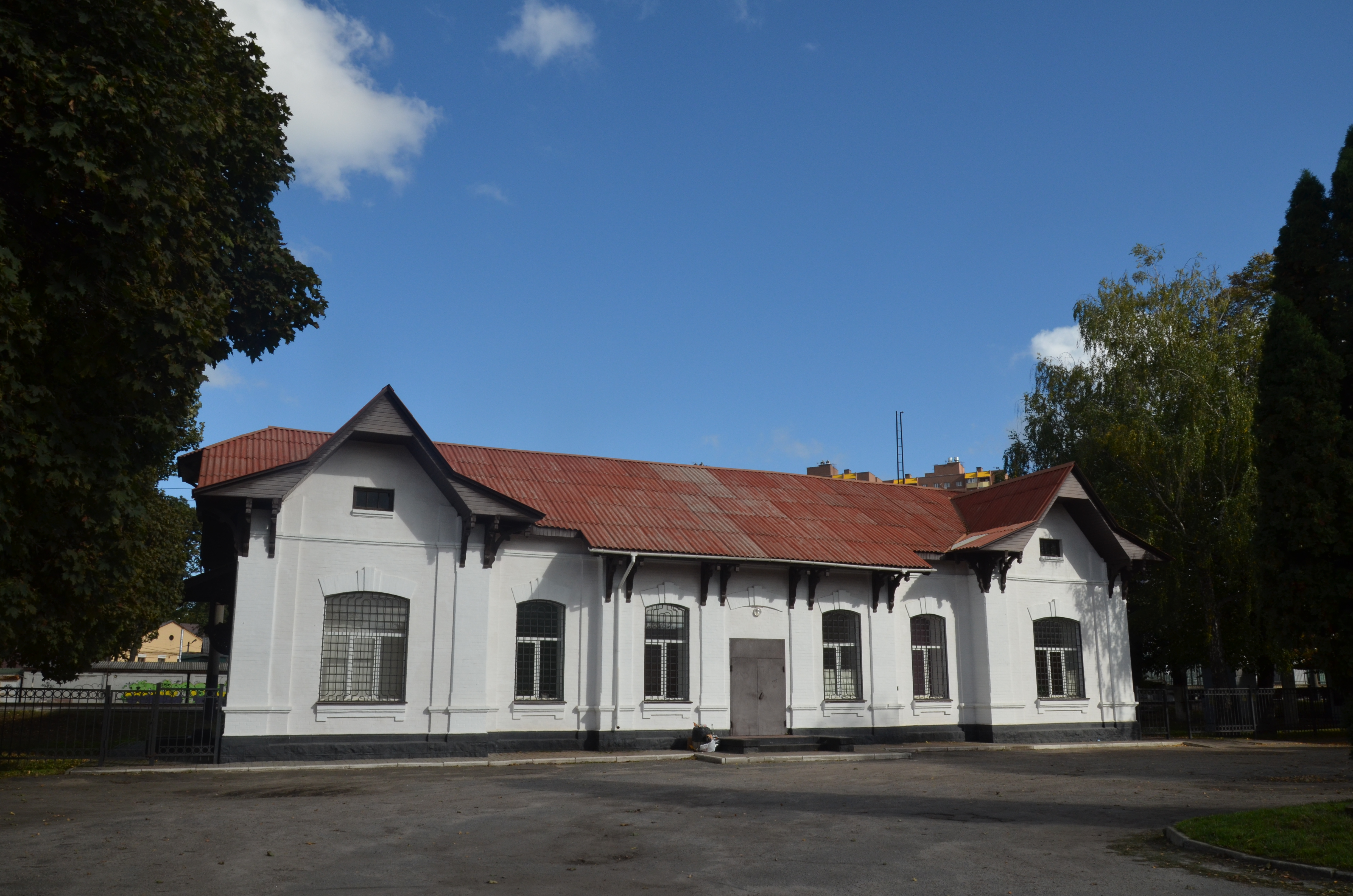
Станція Біличі (Коцюбинське).jpg
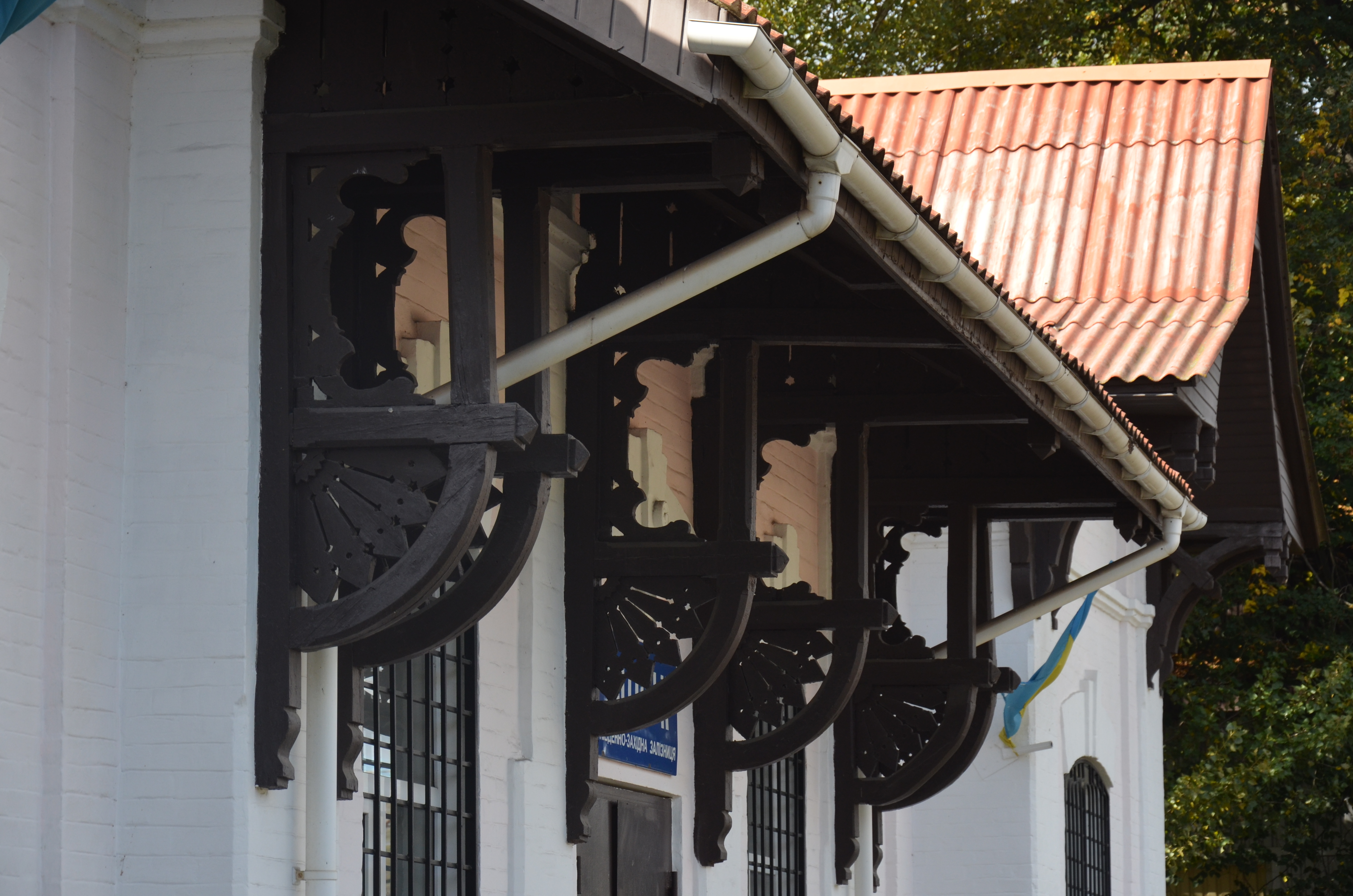
Деталі даху станційного будинку (Коцюбинське)
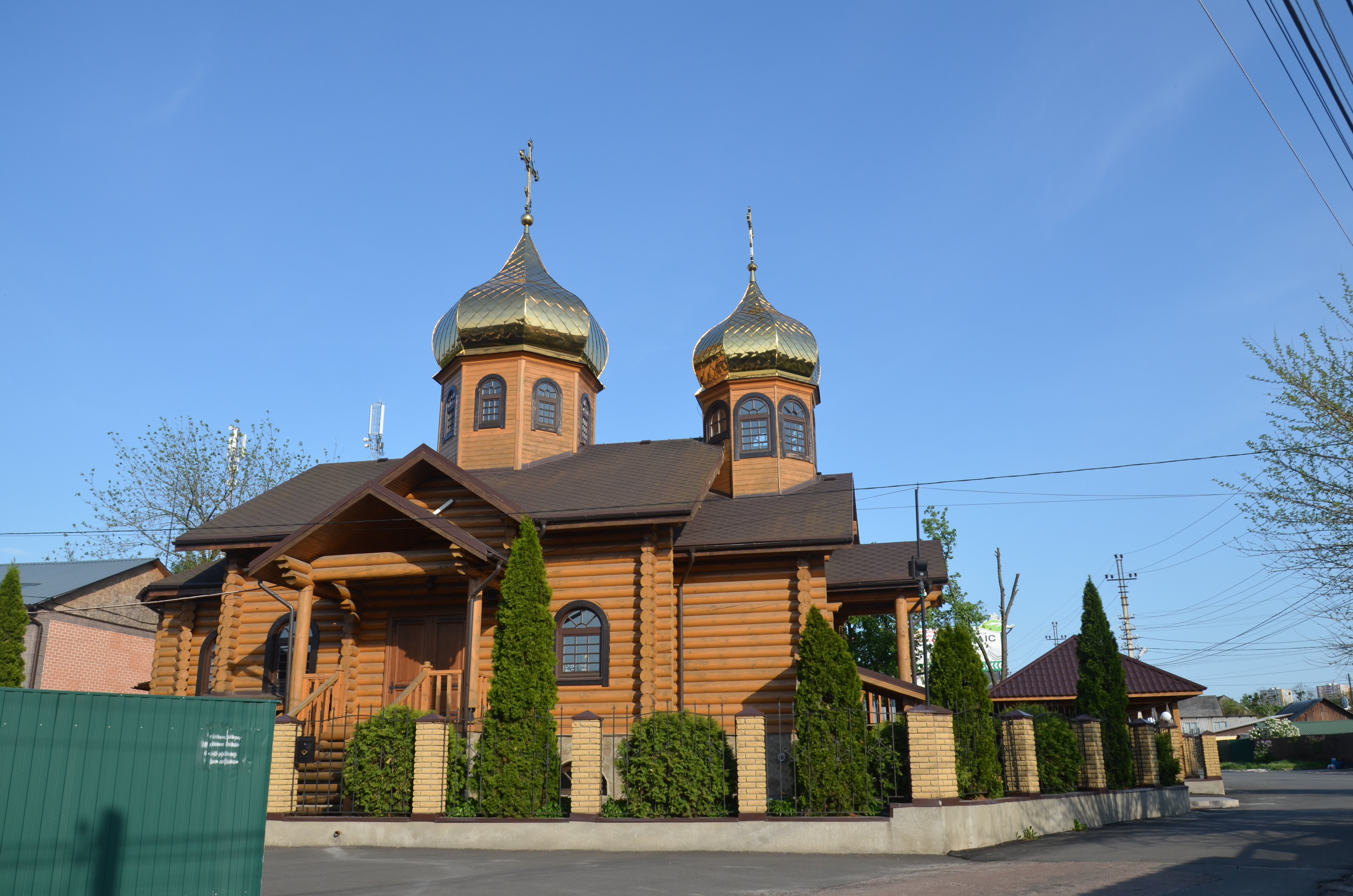
Коцюбинське, церква Успіння Пресвятої Богородиці
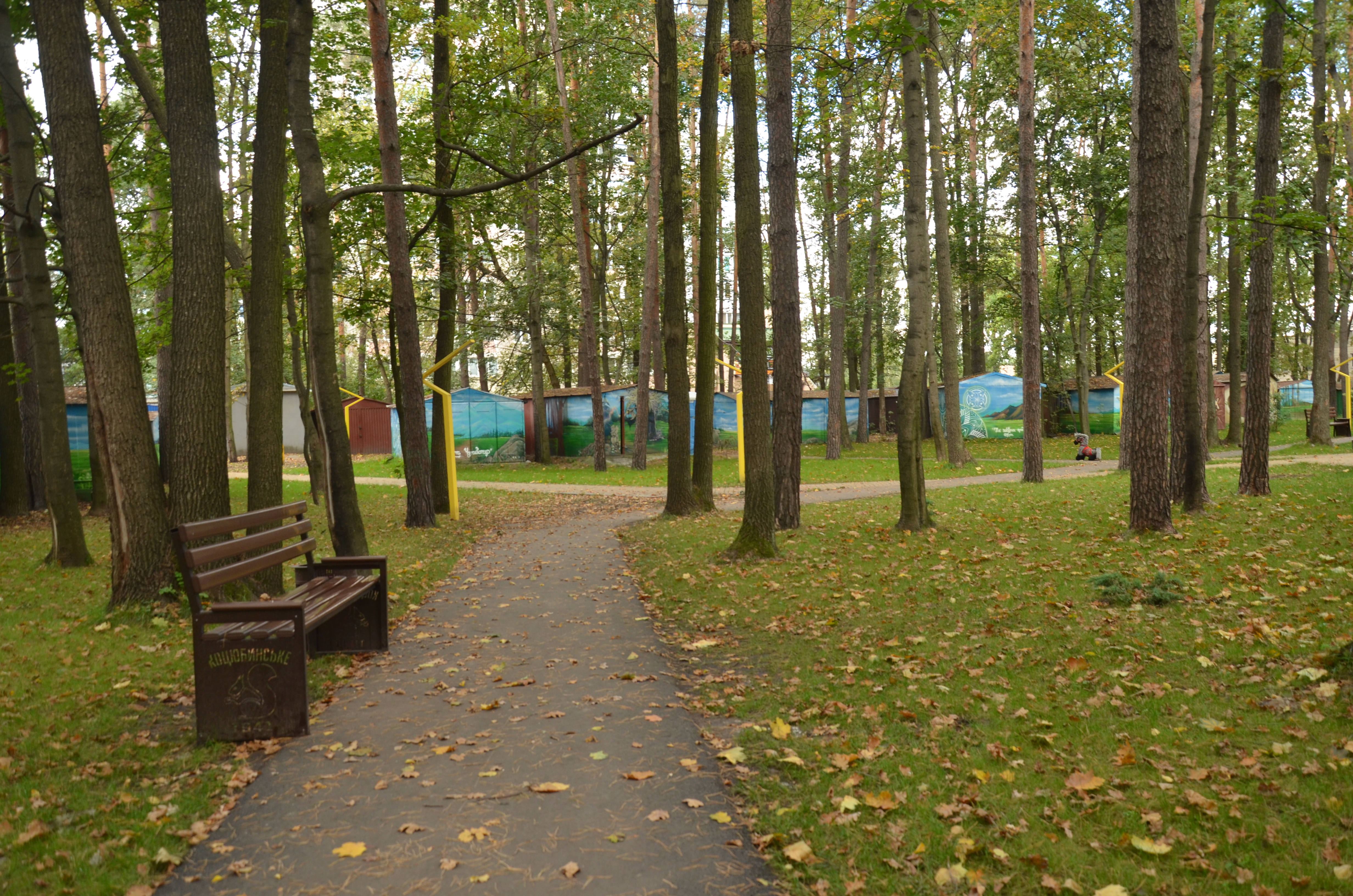
Паркова зона в Біличанському лісі (Коцюбинське)
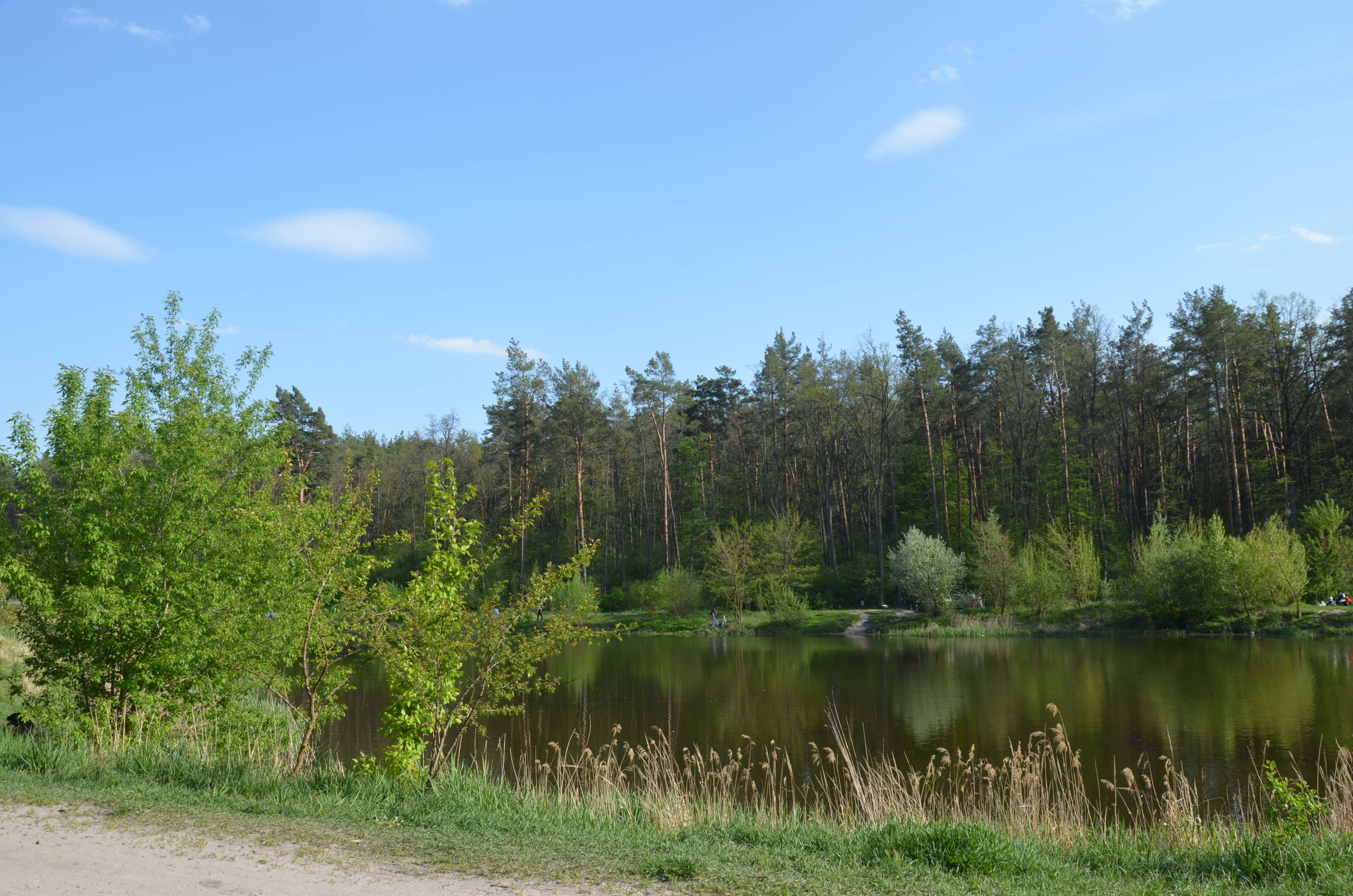
Озеро в Коцюбинському
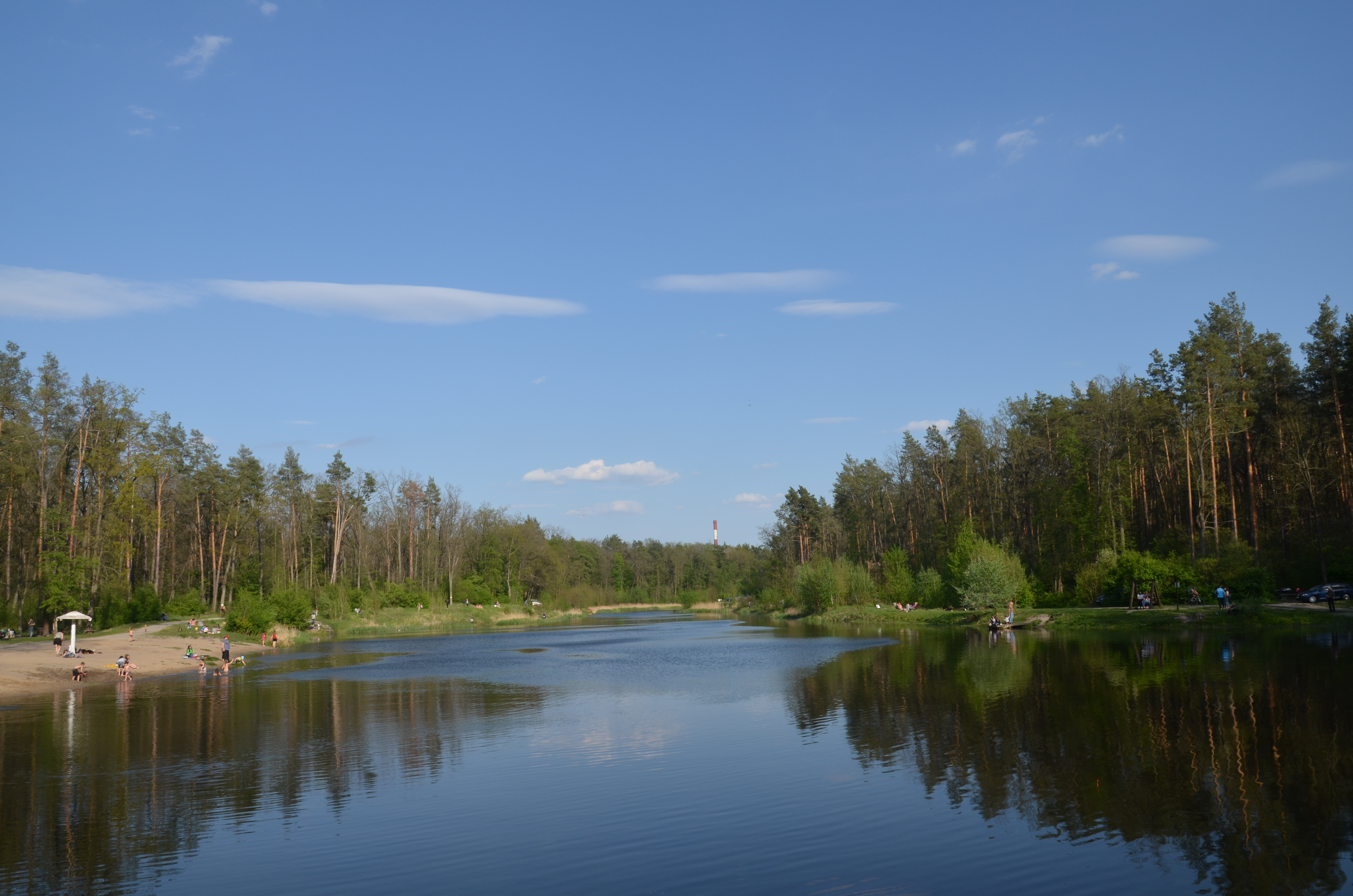
Озеро в Коцюбинському
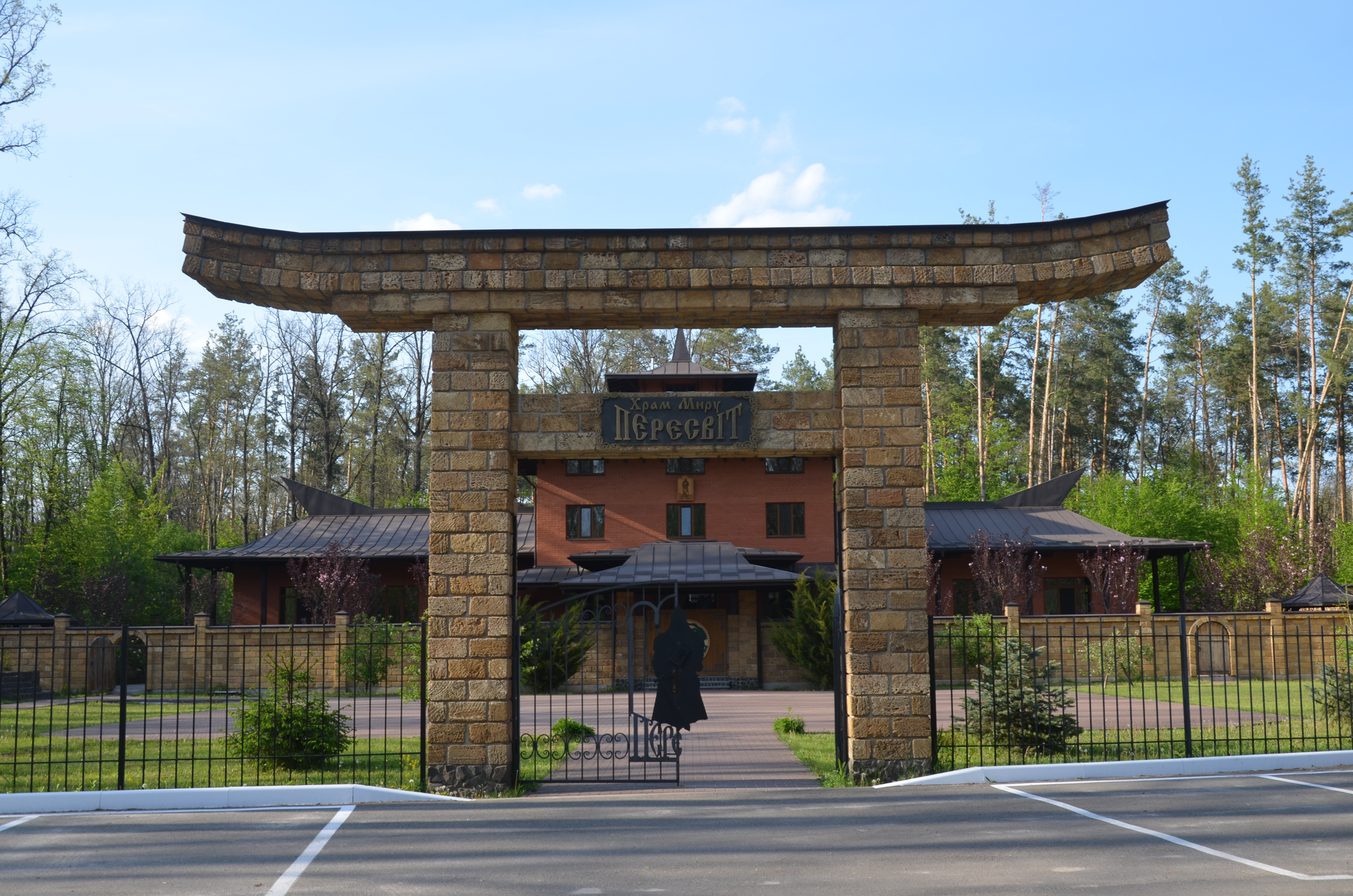
Школа бойового мистецтва «Перетворений світогляд»
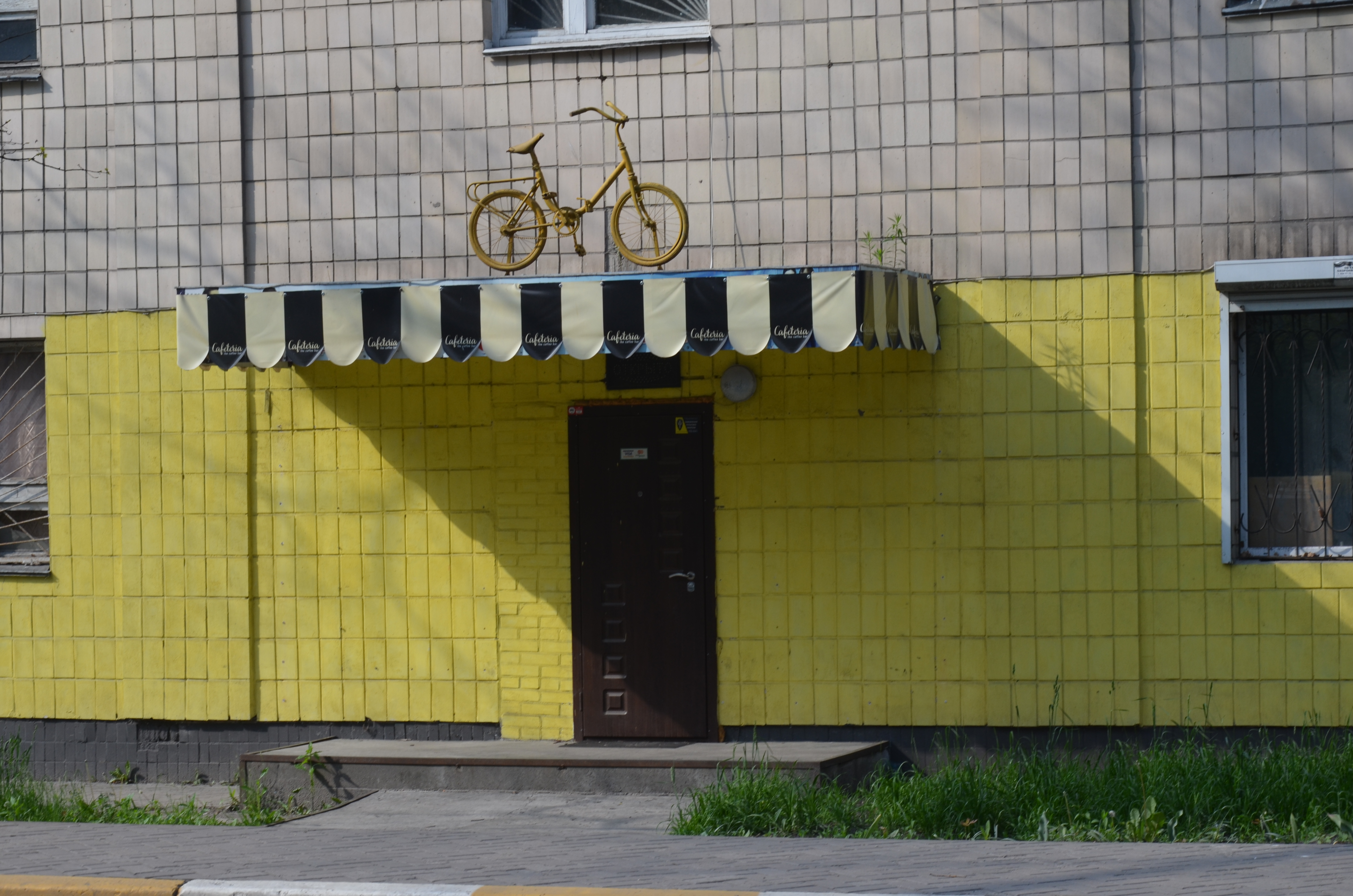
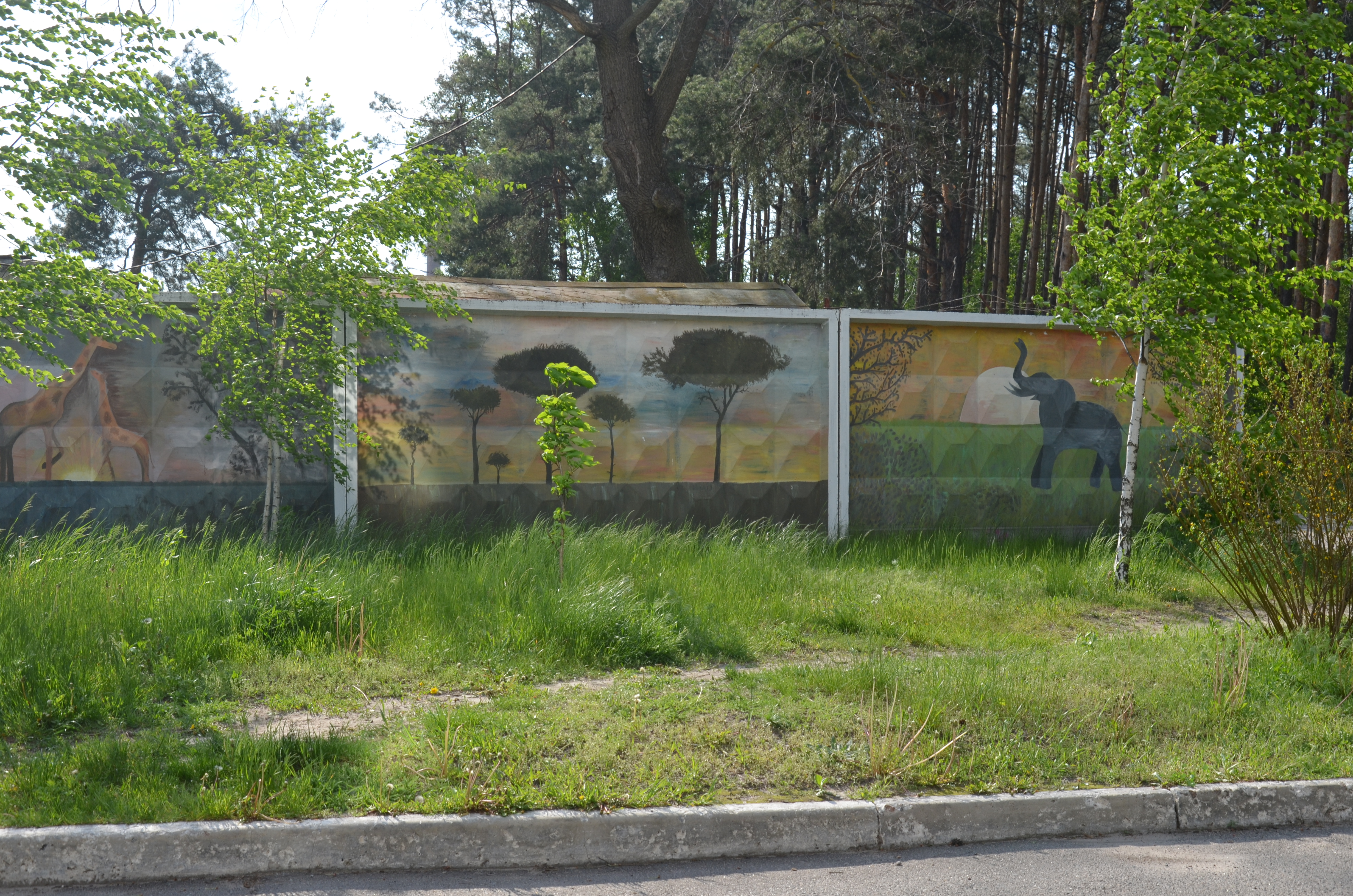